# Spirou Charleroi in het seizoen 2022/23
Het seizoen 2022/2023 was het 34e jaar in het bestaan van basketbalclub Spirou Charleroi.

## Verloop
De club kwam uit in de BNXT League. Charleroi eindigde in de nationale competitie als vijfde en kwalificeerde zich daarmee voor de Elite Gold. In de Elite Gold werden ze negende en kwalificeerde zich daarmee voor de kwartfinales van het Belgische kampioenschap. In het Belgische kampioenschap verloren ze meteen van Limburg United. In de BNXT-play-offs kwamen ze uit in de twee ronde, ze wonnen achtereen volgens van Brussels Basketball, Aris Leeuwarden, Leuven Bears en Antwerp Giants en verloren pas in de halve finale van het Nederlandse ZZ Leiden.
Charleroi verloor in de halve finales van de beker van België tegen BC Oostende. In de nationale play-offs behaalde ze de kwartfinale en de halve finale van de BNXT League Play-offs.

## Ploeg
Antwerp Giants ·
Apollo Amsterdam ·
Aris Leeuwarden ·
BAL ·
Union Mons-Hainaut ·
Den Helder Suns ·
Donar ·
Feyenoord ·
Heroes Den Bosch ·
Kangoeroes Basket Mechelen ·
Landstede Hammers ·
Leuven Bears ·
Liège Basket ·
Limburg United ·
Okapi Aalst ·
Oostende ·
Brussels Basketball ·
Spirou Charleroi ·
Yoast United ·
ZZ Leiden